# Brachythecium vanekii
Brachythecium vanekii är en bladmossart som beskrevs av Smarda 1953. Brachythecium vanekii ingår i släktet gräsmossor, och familjen Brachytheciaceae. Inga underarter finns listade i Catalogue of Life.